# András magyar királyi herceg
Árpád-házi András (1210/12 – 1234), ukránul: Андрій Андрійович, magyar királyi herceg, Halics hercege, II. András magyar király harmadszülött fia, I. Izabella örmény királynő jegyese.

## Élete
Édesapja II. András magyar király. Édesanyja Gertrúd merániai hercegnő. András volt szülei ötödik, legkisebb gyermeke, egyben harmadszülött fia.
András herceget apja az 1218-as szentföldi hadjáratáról hazatérően eljegyezte Izabella örmény királyi hercegnővel, akinek apja a két gyermeket megtette a trón örököséül. (A következő szöveg XIX. századi helyesírással íródott:) „Leo örmény király Antiochiából követséget küldött hozzá, felajánlván leánya, Izabella kezét harmadik fiának, Andrásnak. [...] II. András ezt az ajánlatot elfogadta azzal a feltétellel, hogy András herczeg legyen Leo utóda az örmény trónon. Ez ügyben úgy András, mint Leo 1219-ben a pápához, III. Honoriushoz, fordultak; ez az eljegyzést megerősítette és kikötötte, hogy a herczeg jegyesének keze révén, (még a menyasszony halála esetén is – látszik, hogy a magyar király minden áron csak az örmény trónutódlást czélozta) az örmény trónt örökölje. I. Laskaris Tódor nikeai császár is igéretet tett Andrásnak arra nézve, hogy rajta lesz, miként a herczeg az örmény trónt elnyerje. Mindazonáltal az Árpád-háznak ez irányu várandóságából épp úgy nem lett semmi, mint Béla-Elek herczeg byzancziéból. Leo ugyanis már 1220-ban meghalt. Brienne János, jeruzsálemi király – Leónak idősebbik leányát kb. 1216-tól birta nőül – alig hogy hirét vette apja halálának, Örményországba jött, hogy mint neje örökségét annektálja. Mivelhogy azonban az ország nagyjai követelték, hogy János Ptolemaisban tartózkodó nejét Örményországba hozza, elutazni volt kénytelen. Elutaztakor IV. Bohemund antiochiai herczeg (a Poitou-házból) fia megkérte Izabella kezét s azt 1221-ben a királysággal együtt megkapta; [...] Habár Fülöp már 1222-ben meghalt, II. András fiának jogait nem vitathatta, mert Halicsnak második fia, Kálmán számára való megszerzése nagyon igénybe vette.” Izabella másodszorra örmény unokatestvéréhez, Szaven-Pahlavuni Hetumhoz ment feleségül.
András pedig annak érdekében, hogy bátyja és annak felesége kiszabaduljon Msztyiszláv novgorodi herceg fogságából, feleségül vette annak Ilona nevű kisebbik leányát. „De András királynak sehogyse tetszett ez a kierőszakolt eljegyzés s azért Kálmán megszabadulása után a pápához fordult, hogy Mstiszlónak tett kötelező igérete alul feloldja III. Honorius pápa azonban nem volt erre hajlandó.”
András még apja életében meghalt. A magyar hagyományok szerint gyermektelenül halt meg, míg más források szerint volt egy Erzsébet nevű lánya, de ez is csak bizonytalan feltételezéseken alapszik.

## Sírja
2022-ben a székesfehérvári osszáriumban talált, összekeveredett csontmaradványok között a Szegedi Tudományegyetem kutatói archeogenetikai módszerekkel, a korábban megtalált III. Béla király DNS-mintája segítségével azonosították unokájának, András hercegnek maradványait is.